# Дмитрий Нагиев
Дмѝтрий Владѝмирович Нагѝев (на руски: Дми́трий Влади́мирович Наги́ев) е руски актьор, музикант, шоумен, теле- и радиоводещ, диджей.

## Биография
Роден е на 4 април 1967 г. Като юноша Дмитрий се занимава със самбо и спортна гимнастика. През 1980 г. става шампион по самбо в юношеска категория.
След средното училище става студент в Ленинградския електротехнически институт, учи във Факултета по автоматика и изчислителна техника. След това е призован на служба в Съветската армия. Като спортист Нагиев влиза в спортната рота, но там не се тренира самбо, затова служи в ПВО на край р. Волга.
След военната служба е приет в Ленинградския институт по музика, театър и кинематография, където печели място, за което се борят около 150 души. Когато е в OV курс, по време на репетиции, се почувства зле и в болницата му поставят диагноза паралич на лицето (трябва му половин година, за да се излекува; дясната страна на лицето му е по-активна). През 1991 г. завършва класа на проф. Владимир Петров.
След това работи в санктпетербургския театър „Время“. Водещ е в радио „Модерн“, където добива огромна популярност. Диджей е в клубове. Водещ е на конкурси за красота.
През 1996 г. започва работа в телевизията. Води предаването „Телекомпакт“ и изпълнява главната роля в комедийния сериал „Осторожно, модерн!“, където добива популярност като актьор.
През 1997 г. в петербургския дансинг-хол „Континент“ Нагиев създава свое авторско шоу. През същата година изиграва първата си главна роля в киното – чеченския полеви командир Дукуз Исрапилов във филма на Александър Неворов „Чистилище“.
През 2001 г. отново играе главна роля в продължението „Осторожно, модерн! 2“.
През 2002 г. става водещ на предаването „Окна“ („Прозорци“), което става сензация.
През 2003 г. води последния сезон на шоуто „Дом“ на телевизия ТНТ.
През 2004 г. играе в „Осторожно, Задов!“.
През 2008 г. в кариерата на Дмитрий настъпва криза – „Осторожно, Задов!“ по „СТС“ е към своя край, а снимките на сериала „Каменская“ приключват.
През 2010 г. става водещ на успешното предаване „Минута слава“. През 2010 и 2011 г. с бившата си жена Алиса Шер води церемонията по връчване на наградите на радиостанция „Питер FM“. Нагиев често е част от журито във Висшата лига КВН, като за първи път участва през 2011 г. Същата година с Наталий Андрейченко води реалити шоуто „Мама в законе“ по канала „Перец“.
От 2012 до 2016 г. се снима в комедийния сериал „Кухня“. Освен това е водещ и на „Големите гонки“, „Голос“ („Гласът на Русия“), „Две Звёзды“ „Голос-Дети“. От 2012 г. е постоянен водещ на годишните музикални награди „Золотой граммофон“.
От 2013 г. се снима в сериала „Двама бащи, двама синове“. От 2014 до 2017 г. играе главната роля в „Мутра по заместване“.
През 2015 г. озвучава един от главните герои в анимационния филм „Три богатыря. Ход конем“, „Снежная королева“ и руската версия на филма на Дисни „Отвътре навън“. Същата година играе главната роля в комедията „Самый лучший день“ („Най-добрият ден“).
През 2016 г. Нагиев става най-високо платеният актьор в Русия, според Форбс. Годишният му доход е 3,2 милиона долара.

## Семейство
Предците му, след Първата световна война, се преместват от Иран в Туркменистан, за да се спасят от глада. По пътя все гладуват – включително дядото на Дмитрий – Гулам, който го преместват в туркменистантски дом за сираци, където му дават азербейджанска фамилия. Дядо му помнил руския език, говорил арабски и туркменски. Съпругата на Гулам – Николая била наполовина немкиня, наполовина латвийка. Често Нагиев цитира дядо си: „Аз смятам себе си за руски православен човек“.
Бащата на Дмитрий – Владимир иска да стане актьор. В Ашхабад до 17 години играе в театър „Красной Армии“, но не го приемат в театралните среди и той започва работа в Ленинградския оптико-механически завод.
Дядото на Дмитрий по майчина линия е главен секретар в клон на Комунистическата партия.
Майката на Дмитрий – Людмила, е преподавател по чужди езици във Военната академия в Санкт Петербург. Дмитрий има брат – Евгени, който е с 5 години по-малък.
Докато следва в Ленинградския институт, Дмитрий се запознава с бъдещата си съпруга Алиса Шер. През 1989 г. се ражда синът им Кирил. Имат труден брак, но се развеждат чак през 2010 г.

## Музикална кариера
Началото на музикалната му кариера започва от времето, когато работи в радио „Модерн“. От 1993 до 2001 година изпълнява песни и монолози с музика на Бетовен, по радио „Модерн“. През 2004 година написва и изпълнява песента „Я её хой“ с група „Русский размер“ и Професор Лебединск (пародия на песента „Dragostea Din Tei“ на група O-Zone). Няколко седмици е пускана по „Руско радио“. Сътрудничи си с група „Русский размер“ и със Сергей Рогожим – песента е „Моя Баттерфляй“.
Снима се в клипа на песента „Твой поезд ушёл“ с Елена Вилючинска (1998), „Метель“ с Елена Василиева (2007), „My Moscow Love“ с Арина и група „Размер Project“ (2012).

## Дискография
- 1998 – „Полёт в никуда“ (с Анна Самохина и група „Трубный зов“)
- 2006 – „Серебро“ (с група „Размер Project“)

## Театър

### Спектакли
- „Милашка“
- „Кыся“ (1996 –)
- „Эротикон“
- „Территория“

## Радио
- „Радиорулетка“ (с Аркадий Арнаутски, 1993 – 1998, „Модерн“; 2000, „Петербург-Ностальжи“)
- Марафон „104 часа“ („Модерн“, 1997)
- Шеги по „Питер FM“ (2011)
- Шеги по „Русском радио“ (2012 – 2024)

## Благотворителност
Нагиев е първи председател на благотворителния фонд „Анна“.